# 圖爾佐夫卡
圖爾佐夫卡是斯洛伐克的城鎮，位於該國西北部，由日利納州負責管轄，面積34.91平方公里，海拔高度471米，2005年人口7,785，其中九成居民信奉羅馬天主教。

## 友好城市
- 捷克奧斯特拉維采河畔弗里德蘭特
- 波蘭肯蒂

## 外部連結
- Town website （页面存档备份，存于）